# Minead
Minead – wieś w Rumunii, w okręgu Arad, w gminie Ignești. W 2011 roku liczyła 103 mieszkańców. 